# 503 ° Batallón de Infantería de Marina Separado (Ucrania)
503 ° Batallón de Infantería de Marina Separado (Ucrania): es una Unidad militar del Cuerpo de Infantería de Marina de Ucrania. acantonado en Mariúpol.

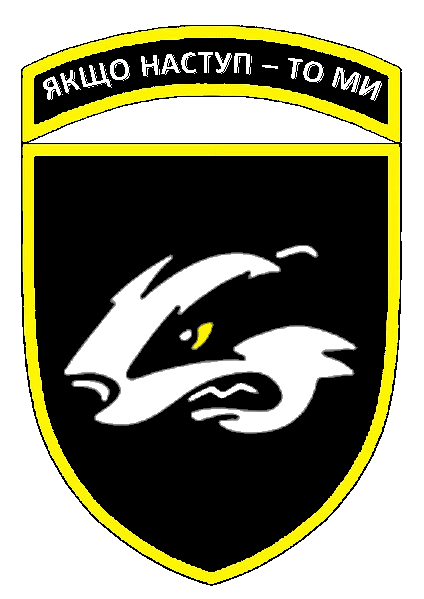
Escarapela de la 503 ° Batallón de Infantería de Marina Separado

## Historia
Formado como el 1.er Batallón de Línea de la 36.a Brigada Separada de Infantería de Marina.
La coordinación de combate del batallón tuvo lugar en el campo de entrenamiento cerca de Urzuf.
Durante 2016, llevó el nombre no oficial: 701 ° Batallón de Infantería de Marina Separado.
A partir del 14 de junio de 2017, el batallón fue renombrado como el 500.º Batallón Separado de Infantería de Marina, pero durante algún tiempo se creyó que el batallón tendría el número 701.
El 16 de noviembre de 2017, el batallón recibió un estandarte de combate. Se supo que el batallón finalmente recibió el número 503.
En octubre de 2018, el batallón recibió su ubicación permanente en Mariupol. La unidad militar estará ubicada en el antiguo edificio del internado No. 2.
El 3 de junio de 2022, el batallón recibió la medalla "Por el Valor y Coraje".

## Estructura
- Compañía del Cuartel Central
- 1.ª Compañía de Infantería de Marina
- 2.ª Compañía del Cuerpo de Marines
- Compañía de asalto anfibio
- Compañía de apoyo contra incendios
- Batería de mortero
- Batería de artillería autopropulsada
- Pelotón de artillería antiaérea
- Pelotón de ingenieros y zapadores
- Pelotón de misiles antiaéreos
- Pelotón de reconocimiento
- Pelotón de francotiradores
- Compañía de Logística material y apoyo técnico
- Compañía Médica

## Actividad
La vida cotidiana. El 28 de septiembre de 2016 el batallón recibió generadores eléctricos portátiles.
En julio de 2018, se inició la construcción de una nueva ciudad militar.
En noviembre de 2018, el batallón cambió a un nuevo sistema alimentario basado en el catálogo de productos.

## Pérdidas
- El 18 de octubre de 2016, el marinero Dmytro Andriyovych Zakharov murió en un puesto de observación cerca de las aldeas de Lebedynske y Vodyane (distrito de Volnovasky) durante el bombardeo de la posición por parte del enemigo DRG con lanzagranadas debajo del cañón.
- El 16 de febrero de 2017, el sargento menor Pronchuk Taras Viktorovych murió cerca del pueblo de Vodyane.
- El 26 de febrero de 2017, el marinero Roman Dmytrovych Napryaglo murió durante los disparos de un francotirador cerca de Talakivka.
- El 6 de marzo de 2017, el marinero Oleksandr Yuriyovych Veremeyenko murió en una batalla cerca del pueblo de Vodyane.
- El 17 de marzo de 2017, el sargento Leonid Leonidovych Galaichuk y el marinero Oleksiy Volodymyrovych Kondratyuk murieron en una batalla cerca del pueblo de Vodyane.
- El 20 de marzo de 2017, el marinero principal Polevy Dmytro Oleksandrovich y el marinero Chernetskyi Vyacheslav Yosypovych murieron en una batalla cerca del pueblo de Vodyane.
- El 13 de abril de 2017, el marinero Yuri Oleksiyovych Derkach murió mientras estaba de servicio cerca del pueblo de Lebedynske (distrito de Volnovasky)[8]
- El 3 de mayo de 2017, el marinero Andrii Ivanovych Chuprin murió mientras cumplía funciones oficiales[9]
- El 30 de enero de 2018, marinero senior Artem Viktorovych Skupeyko, Talakivka
- 15 de febrero de 2018, marinero senior Grechuk Oleksandr Vasyliovych, Vodyane
- El 16 de mayo de 2018, cerca de Talakivka en dirección a Mariupol, el marinero Dmytro Serhiyevich Rud fue asesinado.[10]
- El 22 de mayo de 2018, el marinero Eduard Mykolayovych Saenko murió cerca de Hnutovo en dirección a Mariupol.
- El 27 de junio de 2018, Eduard Yuriyovich Fedorov fue herido de muerte cerca de Vodyan.[11]
- El 14 de agosto de 2018, el marinero de alto rango Balakhchi Fyodor Fyodorovych murió en el campamento de las Fuerzas Armadas de Ucrania cerca de la aldea de Hnutove durante un bombardeo masivo de artillería y morteros por parte de terroristas.
- El 5 de septiembre de 2018, el marinero principal Maksym Oleksandrovych Avdienko murió a causa de una herida de metralla sufrida en un tiroteo con el enemigo cerca del pueblo de Vodyane.
- El 10 de septiembre de 2018, el sargento Platonov Serhiy Viktorovych murió a causa de las heridas durante las hostilidades cerca del pueblo de Vodyane.
- El 22 de abril de 2019, el teniente mayor Vladyslav Oleksandrovych Syednev murió mientras estaba de servicio en la zona OOS.[12]
- El 22 de junio de 2019, marinero Oleksandr Serhiyevich Kobtsov[13]
- El 9 de octubre de 2019, el teniente menor Kucherenko Artem Tarasovych murió de una enfermedad grave en el hospital militar de Kiev.
- El 17 de junio de 2020, el marinero senior Struk Ilya Mykolayovych murió a causa de las heridas provocadas por el fuego enemigo.[14]
- El 20 de julio de 2020, el marinero principal Vasyl Serhiyovych Kravchenko murió de heridas de bala en la cabeza y el pecho como resultado del fuego enemigo de armas pequeñas y armas de francotirador mientras estaba en servicio de combate en el VOP cerca de la ciudad de Shuma (Ayuntamiento de Toretsk).[15][16]
- El 24 de septiembre de 2020, el marinero senior Overko Kostiantyn Ihorovych murió en el Instituto Nacional de Cirugía y Trasplantología Shalimov. El 20 de junio de 2020, un francotirador enemigo lo hirió gravemente en el estómago cerca del pueblo de Pivdenne en dirección a Horlivskyi.[17]
- El 7 de octubre de 2020, el sargento mayor Volodymyr Stanislavovich Turlenko murió de una enfermedad grave en el Hospital Militar de Dnipro.[18]
- El 2 de febrero de 2021, el marinero de alto rango Dmytro Leonidovych Vlasenko murió como resultado de los disparos de francotiradores de las fuerzas de ocupación rusas hacia posiciones ucranianas cerca de la aldea de Shumy.[19][20]
- El 12 de septiembre de 2021, las fuerzas de ocupación rusas golpearon un camión con un misil guiado antitanque en el área de la aldea de Verkhnotoretske y el conductor, el marinero Artur Volodymyrovych Golub, murió.
- El 13 de septiembre de 2021, durante el desempeño de funciones oficiales en el área donde se llevó a cabo la OOS en el área del pueblo de Kalinove, el oficial superior de la Policía Militar, el alférez Serhii Mykolayovych Ryabchenko, murió repentinamente de insuficiencia cardíaca aguda.[21]
- El 11 de marzo de 2022, durante la defensa de Volnovakha, murió el comandante del batallón, el mayor Pavlo Olegovi

## Comandantes
- Teniente Coronel Vadim Olegovich Sukarevski (2015-2021[1][22]
- Mayor Pavlo Olegovich Sbitov (2021-16 de marzo de 2022)
- Teniente coronel Denys Karnausenko (2022 - )[23]

## Datos interesantes
Taras Zitinski dedicó la "Canción sobre Sahaidachny" al batallón